# Affonso Gonçalves
Affonso Gonçalves (* in Brasilien) ist ein brasilianischer Filmeditor.
Affonso Gonçalves studierte an der London Film School und danach am American Film Institute. Seit Mitte der 1990er Jahre ist er für Film und Fernsehen als Editor tätig und war bislang an mehr als 40 Produktionen beteiligt.
Für die Folge Who Goes There der Serie True Detective wurde er 2014 mit dem Eddie-Award der American Cinema Editors ausgezeichnet und für den Primetime-Emmy nominiert. Für den Film Carol wurde er 2015 für den Satellite Award und 2016 für den Chlotrudis Award nominiert.

## Filmografie (Auswahl)
- 2004: The Door in the Floor – Die Tür der Versuchung (The Door in the Floor)
- 2007: Married Life
- 2010: Winter’s Bone
- 2012: Beasts of the Southern Wild
- 2012: Marfa Girl
- 2012: Um jeden Preis – At Any Price (At Any Price)
- 2012: Keep the Lights On
- 2013: Only Lovers Left Alive
- 2014: Liebe geht seltsame Wege (Love Is Strange)
- 2014: True Detective (Fernsehserie, vier Folgen)
- 2015: Mediterranea
- 2015: Carol
- 2016: Paterson
- 2016: Little Men
- 2016: Gimme Danger
- 2017: Wonderstruck
- 2019: The Dead Don’t Die
- 2019: Vergiftete Wahrheit (Dark Waters)
- 2020: Wendy
- 2021: Frau im Dunkeln (The Lost Daughter)
- 2022: A Love Song
- 2022: War Pony
- 2023: Cassandro
- 2023: May December
- 2024: Für immer hier (Ainda estou aqui)
- 2025: Peter Hujar’s Day (auch Drehbuch)